# Elezioni politiche suppletive in Italia del 2002
Le elezioni politiche suppletive italiane del 2002 sono le elezioni tenute in Italia nel corso del 2002 per eleggere deputati o senatori dei collegi uninominali rimasti vacanti.

## Senato della Repubblica

### Collegio Toscana - 10
Le elezioni politiche suppletive nel collegio elettorale di Pisa si sono tenute il 27 ottobre 2002 per eleggere un senatore per il seggio lasciato vacante da Luigi Berlinguer (DS), dimessosi il 24 luglio 2002 dopo essere stato eletto come membro laico del Consiglio Superiore della Magistratura. Il collegio è formato da 12 comuni: Bientina, Buti, Calci, Calcinaia, Cascina, Castelfranco di Sotto, Pisa, San Giuliano Terme, Santa Croce sull'Arno, Santa Maria a Monte, Vecchiano e Vicopisano.
| Partito                            | Partito                              | Candidato                          | Risultati 27 ottobre 2002 | Risultati 27 ottobre 2002 |
| Partito                            | Partito                              | Candidato                          | Voti                      | %                         |
| ---------------------------------- | ------------------------------------ | ---------------------------------- | ------------------------- | ------------------------- |
|                                    | L'Ulivo                              | Luciano Modica                     | 42 139                    | 62,24                     |
|                                    | Casa delle Libertà                   | Giuseppe Cognetti                  | 16 491                    | 24,36                     |
|                                    | Partito della Rifondazione Comunista | Luciana Piddiu                     | 9 078                     | 13,41                     |
|                                    |                                      |                                    |                           |                           |
| Iscritti                           | Iscritti                             | Iscritti                           | 188 456                   | 100,00                    |
| ↳ Votanti (% su iscritti)          | ↳ Votanti (% su iscritti)            | ↳ Votanti (% su iscritti)          | 69 883                    | 37,08                     |
| ↳ Voti validi (% su votanti)       | ↳ Voti validi (% su votanti)         | ↳ Voti validi (% su votanti)       | 67 708                    | 96,89                     |
| ↳ Schede non valide (% su votanti) | ↳ Schede non valide (% su votanti)   | ↳ Schede non valide (% su votanti) | 2 175                     | 3,11                      |
| ↳ Astenuti (% su iscritti)         | ↳ Astenuti (% su iscritti)           | ↳ Astenuti (% su iscritti)         | 118 573                   | 62,92                     |
|                                    |                                      |                                    |                           |                           |
|                                    | Esito: collegio confermato a L'Ulivo |                                    |                           |                           |

## Riepilogo
| Data       | Camera                  | Circoscrizione | Collegio | Partito | Partito | Parlamentare uscente | Partito | Partito | Parlamentare eletto |
| ---------- | ----------------------- | -------------- | -------- | ------- | ------- | -------------------- | ------- | ------- | ------------------- |
| 27 ottobre | Senato della Repubblica | Toscana        | 3 (Pisa) |         | DS      | Luigi Berlinguer     |         | DS      | Luciano Modica      |